# Stadsmuseum Rhenen
Stadsmuseum Rhenen is een museum in Rhenen in de Nederlandse provincie Utrecht. Het geeft een beeld van de geschiedenis van de stad Rhenen. Tot 2018 heette het museum 'Het Rondeel' en was gevestigd aan de Kerkstraat te Rhenen. Opvolger Stadsmuseum Rhenen is ondergebracht in het voormalige raadhuis aan de Markt, een monument dat dateert uit de middeleeuwen. 
Het museum geeft een beeld van de geschiedenis van Rhenen, een plaats die in de middeleeuwen lag op de grens van Het Sticht en het hertogdom Gelre. De archeologische collectie bestaat uit werktuigen, vuurstenen, pijlpunten en aardewerk van die tijd en lang er voor. De getoonde bewerkte vuursteen uit de groeve Kwintelooijen behoort tot de oudste bewoningssporen van Nederland en dateert van ongeveer 180.000 jaar geleden. Tot de collectie behoren verder de vroeg-Middeleeuwse gouden halssieraden die in de jaren 1930 werden gevonden in Achterberg. Topstukken zijn ook de muntschat gevonden te Remmerden en de bronzen rituele emmer (situla) opgegraven uit de Koerheuvel.
Het museum heeft ook een verzameling schilderijen uit de 19e en 20e eeuw. Het besteedt verder aandacht aan de  legende van de heilige Cunera van Rhenen en het feit dat Rhenen werd bezocht door schilders, waaronder Rembrandt van Rijn.
Naast de vaste presentatie is er een programma van tentoonstellingen en activiteiten. In het museumpand bevinden zich ook de toeristeninformatie, een trouwzaal en het museumcafé.